# ディヴァウアメント

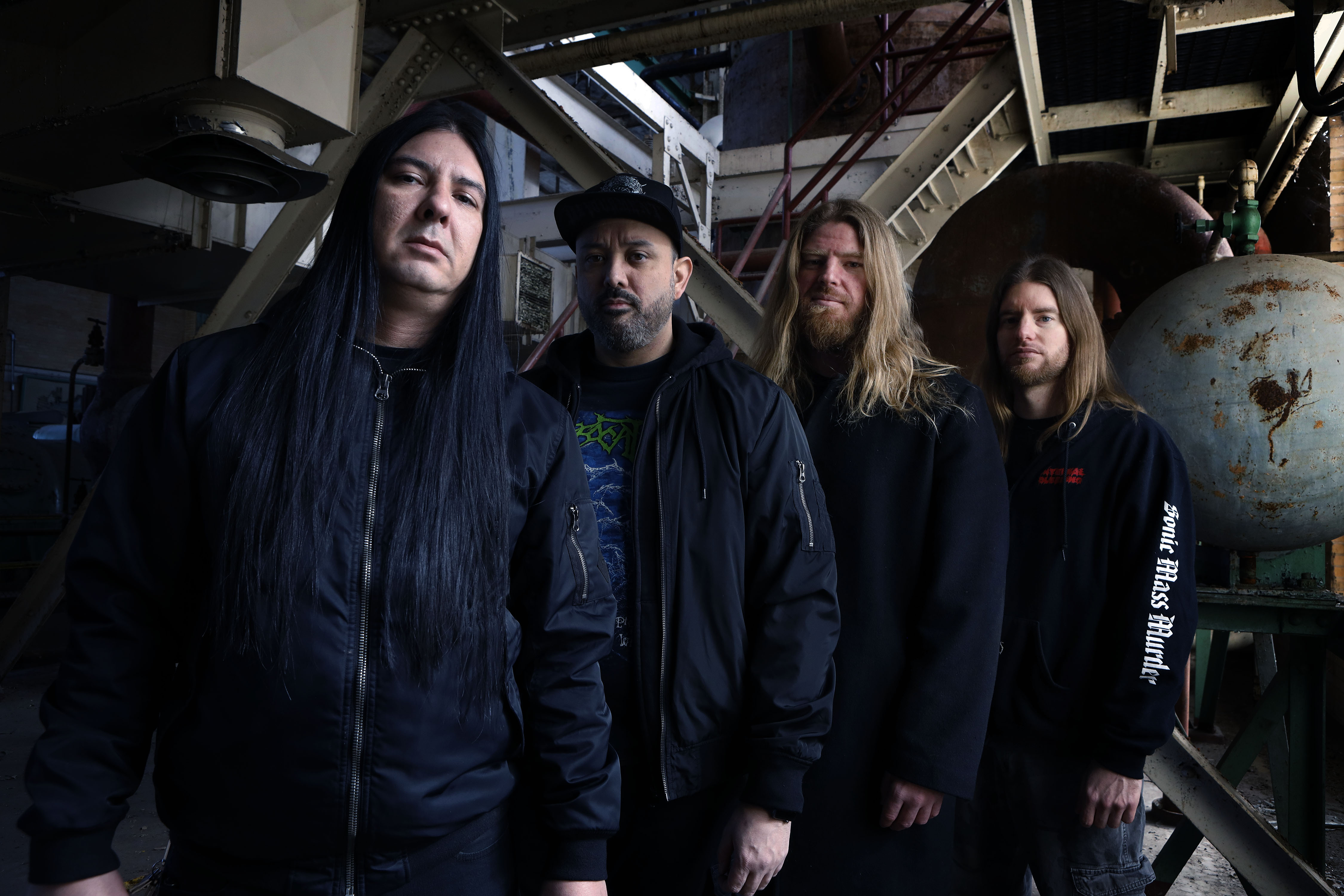

ディヴァウアメント（Devourment）は、アメリカのテキサス州、ダラスを拠点とする1996年に元Necrocideと元Me-at-usのメンバーにより結成されたデスメタルバンド。2010年7月現在までにデモを3枚、シングルを1枚、フルアルバムを3枚、Splitを3枚、編集版1枚、DVDを2枚発表している。

## 経歴
1996年にBrain Wynn(Guitar)、Brad Fincher(Drum)、Wayne Knupp(Vocal)により結成される。直後に2曲入りのデモを作成する。デモ作成直後、Mike Majewski(Bass)、Kevin Clark(2nd Guitar)が加入。その時に"Choking on Bile"をレコーディングし2曲入りのデモに追加し、3曲入りの"Impaled"を作成する。数ヶ月後、Wayne Knuppがやる気を欠いているという理由でヴォーカルがRuban Rosasに交代。
1年間ショーを行い、作曲した後にUnited Gutteral Recordsと契約し、ファーストアルバム"Molesting the Decapitated"のレコーディングを開始。1997年７月リリース。ノイジーなギター、重いミドルパート、ガテラルヴォイス、高速ドラムロール、軽い音のスネアドラムなどを特徴としている。なおこのアルバムのジャケットにはJoel Peter Witkinの作品が使用されている。
しかしファーストアルバムリリース当日、Ruban Rosasが投獄される。Rubanの投獄とバンド内の様々な問題により解散。
ベースのMike MajewskiはなんとかBrad Fincher、Wayne Knupp、Kevin Clarkと共にバンドを続けようとし、「Babykiller」をTXDMのコンピレーションのためにレコーディングする。しかし、この再結成も、Bradが熱心でなかったことと、Mike自身が美術学校へ通ったのが理由となり失敗。(後にMikeは多くのCDジャケットデザインやバンドTシャツのデザインを手がけるようになる。)その時、デモとフルアルバムと"Babykiller"のコンピレーション"138"をTXDMがリリース。そして2002年8月29日にTXDMよりシングル"Kill That Fucking Bitch"をリリース。
2年半の刑期を経てRubanが釈放された後、RubanはDevourmentの再結成をねらい、Kevin Clarkと新しいメンバーを迎え幾つかのショーをこなすも失敗。さらにKevin Clarkが脱退し、活動は窮地に陥るも、Mike Majewskiがヴォーカルとして再加入しセカンドアルバムの制作が始まる。
2005年Official DVDをセルフリリース。同年SplitアルバムUnited States of Goregrindに参加。
ドラマーにEric Parkを迎え、Ruban Rosasがギター兼ベースを担当し、2005年セカンドアルバム"Butcher the Weak"をリリース。（このアルバムはUnited Gutteral Recordsの倒産によりセルフリリースされた。）
後にBrutal Bandsと契約、ベースにChris Andrews（別名Captain Piss）を迎え2006年８月セカンドアルバム再録版をリリース。
2006年9月Ossuary IndustriesよりリリースされたSect of Execration、Godless Truth(Cze)、SarcolyticとのSplit"Limb Splitter"に参加。
2007年1月Official DVD 2をセルフリリース。
2007年9月15日、オリジナルメンバーのWayne Knuppが複数の臓器不全により死亡。
2009年5月29日Brutal Bandsよりサードアルバム"Unleash the Carnivore"をリリース。（尚、このアルバムはWayne Knuppに捧げられている。）
2010年Cannideとの200枚限定カセットテープSplitをリリース。
そして同年Relapse Recordsと契約した。
2013年2月、4thアルバム「Conceived in Sewage」をリリース。プロデュースはエリック・ルータンが担当している。

## ディスコグラフィー
- Impaled （1997年、デモ）
- Molesting The Decapitated （1999年） - 1stアルバム
- 1.3.8. （2000年、2004年に再発）- 1stアルバムに新曲1曲、デモ時代の3曲を加えた編集盤
- Kill That Fucking Bitch （2002年、シングル）
- Butcher The Weak （2005年）- 2ndアルバム
- Butcher The Weak （2006年）- 2ndアルバム再録盤
- Unleash the Carnivore （2009年）- 3rdアルバム
- Conceived in Sewage （2013年）- 4thアルバム

## DVD
- Official DVD （2005年）
- Official DVD 2 (2007年)

## メンバー
- Mike Majewski - Vocals (Formerly Bass)
- Ruben Rosas - Guitar, Vocals
- Chris Andrews (Captain Piss) - Bass (Kill the Client)
- Eric Park - Drums (Exitium (USA), Suture, Rhome, Wrought of Obsidian, Martyred)

### 過去のメンバー
Vocals :
- Wayne Knupp (Me-At-Us, Ruthless Beatings) (1995-2007)

Guitar :
- Kevin Clark (Meshiha, Sintury, Aversion to Life)
- Braxton Henry (Necrocide, Dead Industry)
- Chris Hutto (Ingurgitate, DeathBlow)
- Robert Moore (Vitality (USA), Malthusia, Aversion to Life)
- Brian "Brain" Wynn (Meshiha)

Bass :
- Gabriel Ayala (Sputumy, Malthusia, Sect of Execration)
- Joseph Fontenot (Daemon, Jacknife, Acid Bath, Prophecy, Shredding Lettuce, Shrum)

Drums :
- Brad Fincher (Meshiha, Necrocide)
- Jeremy Peterson (Mincery, Sect of Execration, Prophecy, Malthusia)